# 寶室寺銅鐘
寶室寺銅鐘，鑄造於唐貞觀三年（629年），已有1350餘年歷史，是中國存世最早的唐鐘。原在鄜州城北關，明末洛水毀。清代置於保大樓。1976年因保大樓拆除，搬遷存縣文化館內之簡易鍾亭內。1998年農曆二月二十二日遷至鄜縣北太和山道觀鐘樓。1956年8月6日，列為陝西省名勝古跡第一批重點保護單位。